# Bindon Blood Stoney
Bindon Blood Stoney (* 13. Juni 1828 in Oakley Park, County Offaly; † 5. Mai 1909 in Dublin) war ein irischer Ingenieur und Astronom.
Stoney besuchte das Trinity College in Dublin und war danach wie sein Bruder George Assistent am Observatorium von Lord Rosse in Birr Castle. Im Jahre 1853 war er Ingenieur für das Boyne Viaduct unter James Barton. Im Jahr 1856 war er Assistenz-Ingenieur, dann ab 1859 ausführender Ingenieur und schließlich ab 1867 Chef-Ingenieur für den Hafen von Dublin.
Er konstruierte die Kaimauer am Liffey, die in Dublin einen Tiefwasserhafen ermöglichte. Er konstruierte die Grattan Bridge, die O’Connell Bridge und die Butt Bridge. Er erfand eine Taucherglocke aus Fertigteilbeton.
Stoney erhielt 1874 die Telford Medal für die Dokumentation seiner Arbeit an den nördlichen Kais. Am 2. Juni 1881 wurde er zum Mitglied der Royal Society.
Stoney heiratete am 7. Oktober 1879 Susannah Frances Walker. Sie hatten vier Kinder. Er wurde auf dem Mount Jerome Cemetery bestattet. Sein Bruder war der Physiker George Johnstone Stoney, bekannt für die Postulation des Elektrons als fundamentale Einheit der Elektrizität. Er war Onkel eines anderen irischen Physikers, George Francis FitzGerald, der Sohn seiner Schwester Anne Frances. Seine Nichte war Edith Stoney (1869–1938), eine Pionierin in Medizinischer Physik.